# EC Utbildning
EC Utbildning (EC) driver en svensk yrkeshögskola med huvudsaklig inriktning på yrkeshögskoleutbildningar inom IT och teknik för vuxna privatpersoner. Utbildningarna är ett till två år långa och varvar teoretiska kunskaper med praktisk tillämpning. EC Utbildning grundades i Svängsta år 1985 och bedriver nu (2020) utbildning på åtta orter runt om i Sverige: Göteborg, Halmstad, Helsingborg, Malmö, Stockholm, Västerås, Växjö och Örebro.
EC Utbildning är en del av AcadeMedia.